# 알리 아바스
알리 아바스(아랍어: علي عباس مشيهد الحلفي,영어: Ali Abbas, 1986년 8월 30일 ~ )는 이라크 바그다드 출신의 이라크의 축구 선수로서 포지션은 미드필더, 수비수이다. 그는 또한 오스트레일리아 국적도 가지고 있다. K리그 정식 등록명은 알리였다.
2015-16 A리그의 시드니 FC와 계약이 만료된 후 포항으로 이적했다. AFC 챔피언스리그에서 시드니 소속으로 포항을 두 차례나 상대했는데, 두 경기 모두 인상적인 활약을 보여 포항 구단의 눈에 띄었다.